# 왕향 (여말선초)
학성부원군 왕향(王珦, ? ~ ?) 또는 학성군 왕향(王珦)은 고려시대 후기의 왕족으로, 고려 신종의 차남 양양공 서의 5대손이다. 공양왕의 숙부이다.
1361년(공민왕 10년) 원나라에 파견되는 하정사(賀正使)로 가다가 길이 막혀서 가지 못하였다. 홍건적(紅巾賊) 침입으로 피신한 공민왕을 따라 무리를 이끌고 복주(福州)로 가 행재소(行在所)에서 공민왕을 알현했다.
1394년 고려 공양왕 요, 정성군 석 부자가 사사되고, 1398년 공양왕의 형제 정양군의 아들 정강군과 원윤 왕관이 사형되어 정원부원군 왕균의 직계 후손은 모두 절손되고 그의 후손이 살아남아 가계를 이었다.

## 생애
증조부는 변한국영헌공(卞韓國英憲公)에 추증된 서원후 왕영이고, 할아버지는 진한국인숙공(辰韓國仁肅公)에 추증된 익양후 왕분이고, 아버지는 1390년 마한국인혜공(馬韓國仁惠公)으로 추봉된 순화후 왕유이며, 어머니는 마한국명예비(馬韓國明睿妃)로 추봉된 이천신씨(利川申氏)로 찬성 신여계(申汝桂)의 딸이다. 신종의 차남 양양공 서의 차남 시안공 인이 그의 고조부가 된다.
정원부원군 삼한국 인효대공 왕균은 그의 맏형인데, 34대 공양왕 요, 조선 건국 후 무안대군 방번의 장인이 되 정양군 우의 아버지이다. 셋째 동생 익원부원군(益原府院君) 왕소(王玿), 넷째 동생 평안부원군(平安府院君) 왕정(王鉦)은 행적 기록이 전하지 않는다.
그의 초기 생애는 알려진 것이 없다. 처음에 학성후(鶴城侯)에 봉작되고, 뒤에 학성부원군(鶴城府院君)으로 개봉되었다. 1361년(공민왕 10년) 원나라에 파견되는 하정사(賀正使)가 되어 국경을 넘다가 길이 막혀서 가지 못하였다. 홍건적(紅巾賊)이 쳐들어오자 공민왕 등이 홍건적을 피하여 복주(福州)로 갔을 때 왕향과 그의 아우 평안군(平安君) 왕정 등 2명과 무리를 이끌고 행재소(行在所)로 달려가 공민왕을 알현하였다.
1377년(우왕 3년) 환관(宦者) 김수만(金壽萬)의 아내가 왕향(王珦)과 밭용 토자와 백성, 전민(田民)을 놓고 다투게 됐다. 김수만의 처는 왕향을 해칠 것을 모의하였다. 환관 김원로(金元老)의 아내와 함께 우왕에게 찾아가 왕향을 무고(誣告)하기를, 왕향이 장차 임금에게 이롭지 못하게 될 것이라고 하였다. 우왕이 순군(巡軍)에게 명하여 왕향의 집을 지키게 하고, 국청을 열어 김수만의 처, 김원로의 처 등으 국문하여 거짓으로 무고하였다는 자복을 받았다.
우왕은 명덕태후(明德太后)의 청으로 끝내 처벌하지 못하고, 유사(有司)에 명하여 종실(宗室)이 제멋대로 궁내에 출입하는 것을 금지시켰다. 학성부원군의 사망년대, 사망일자 및 사망원인에 대한 기록은 모두 미상이다. 묘소와 장지 역시 모두 미상이다.
그의 아들은 왕화(王和), 왕거(王琚)가 있다. 왕화는 남평군(南平君)에 봉해졌는데, 1392년(공양왕 4)에 먼 곳으로 유배되었다. 왕화의 아들은 왕근(王根)이 있는데, 원윤(元尹)을 지냈다. 왕거는 영평군(寧平君)에 봉해졌다. 고려사 열전 4권에 의하면 왕거의 작위는 영평군이라 하나, 개성왕씨 성원록에 의하면 왕거는 초명이고 이름을 왕양(王陽)으로 고쳤으며 작위는 평강군(平康君)이라 한다. 왕양은 후폐왕(창왕) 때에 남해로 유배되었다고 하나, 유배된 이유와 원인은 기록이 없다.

## 가족 관계
- 증조부 : 서원후 변한국영헌공(卞韓國英憲公) 왕영(王瑛)
- 할아버지 : 익양후 진한국인숙공(辰韓國仁肅公) 왕분
- 아버지 : 순화후 마한국인혜공(馬韓國仁惠公) 왕유
- 어머니 : 마한국명예비(馬韓國明睿妃) 이천신씨(利川申氏)

- 부인 : 당성홍씨, 당성부원군 홍원철(洪元哲)
- 부인 : 원주원씨, 중대광 찬성 원원충(元元忠)

- - 아들 : 남평군(南平君) 왕화(王和)
    - 손자 : 왕근(王根), 원윤
    - 손녀사위 : 김정경(金定卿), 안산김씨 연성군(蓮城君)

  - 아들 : 평강군(平康君) 왕양(王陽), 초명은 거(王+巨)
  - 며느리 : 평양황보씨(平壤皇甫氏), 찬성사 황보지(皇甫禔)의 딸
    - 손자 : 왕흡(王洽) - 후손이 이어지고 있다.

  - 딸 : 개성왕씨
  - 사위 : 최병례(崔丙禮), 전주최씨, 판서, 아버지는 시승(侍承) 최사검(崔思儉)

## 공양왕 이후
공양왕의 직계 후손은 단절되었으나, 공양왕의 숙부 네 명 중 한명인 학성부원군 왕향(鶴城府院君 王珦)의 후손이 현재 전해진다.
1392년(공양왕 4) 7월 고려가 붕괴된 후 1394년 4대손 공양왕 요, 정성군 석 부자가 조선 조정으로부터 사약을 받고 죽었다.
그러나 증손 정원부원군의 다른 아들이며 공양왕의 형제인 정양군 왕우(定陽君 王瑀)는 사형당하지 않고 계속 생존해 있었다. 그러나 정양군 왕우는 1397년 3월 23일에 사망하고, 정양군의 두 아들 정강군 귀의군 왕조(定康君/歸義君 王珇), 원윤 왕관(元尹 王琯)아 1398년 조선왕조 제1차 왕자의 난에 휘말려 죽음으로서 자손이 단절되었다.
다른 아들 익원부원군(益原府院君) 왕소(王玿), 평안부원군(平安府院君) 왕정(王鉦)의 행방은 알 수 없다.
둘째 아들 학성부원군(鶴城府院君) 왕향(王珦)의 후손이 현재까지 이어진다. 학성군은 계보상 공양왕의 가장 가까운 친족이 된다.

## 같이 보기
- 시안공
- 공양왕
- 정원부원군
- 정성군
- 왕우